# Elitismo acadêmico
Instituições acadêmicas frequentemente se defrontam com a acusação de elitismo acadêmico, às vezes chamado de  torre de marfim. Uma forma reduzida e mais disseminada dele, o elitismo intelectual, existe em círculos não-acadêmicos, de modo que o elitismo acadêmico também pode ser encarado como um caso extremo de elitismo intelectual, dependendo do ponto de vista de quem avalia.

## Descrição
O elitismo acadêmico sugere que em ambientes acadêmicos altamente competitivos, somente aqueles indivíduos que estão engajados na erudição são julgados como tendo algo que valha a pena ser dito ou feito. Sugere também que indivíduos que não estejam envolvidos com tal erudição, são na verdade maníacos.

## Origens
Crenças e pontos de vista do elitismo acadêmico podem ser oriundos de uma ampla variedade de fontes.

### Geral
- Elitismo
- Torre de marfim

### Pontos de vista contrários
- Anti-intelectualismo
- Experto